# Pfefferwurst

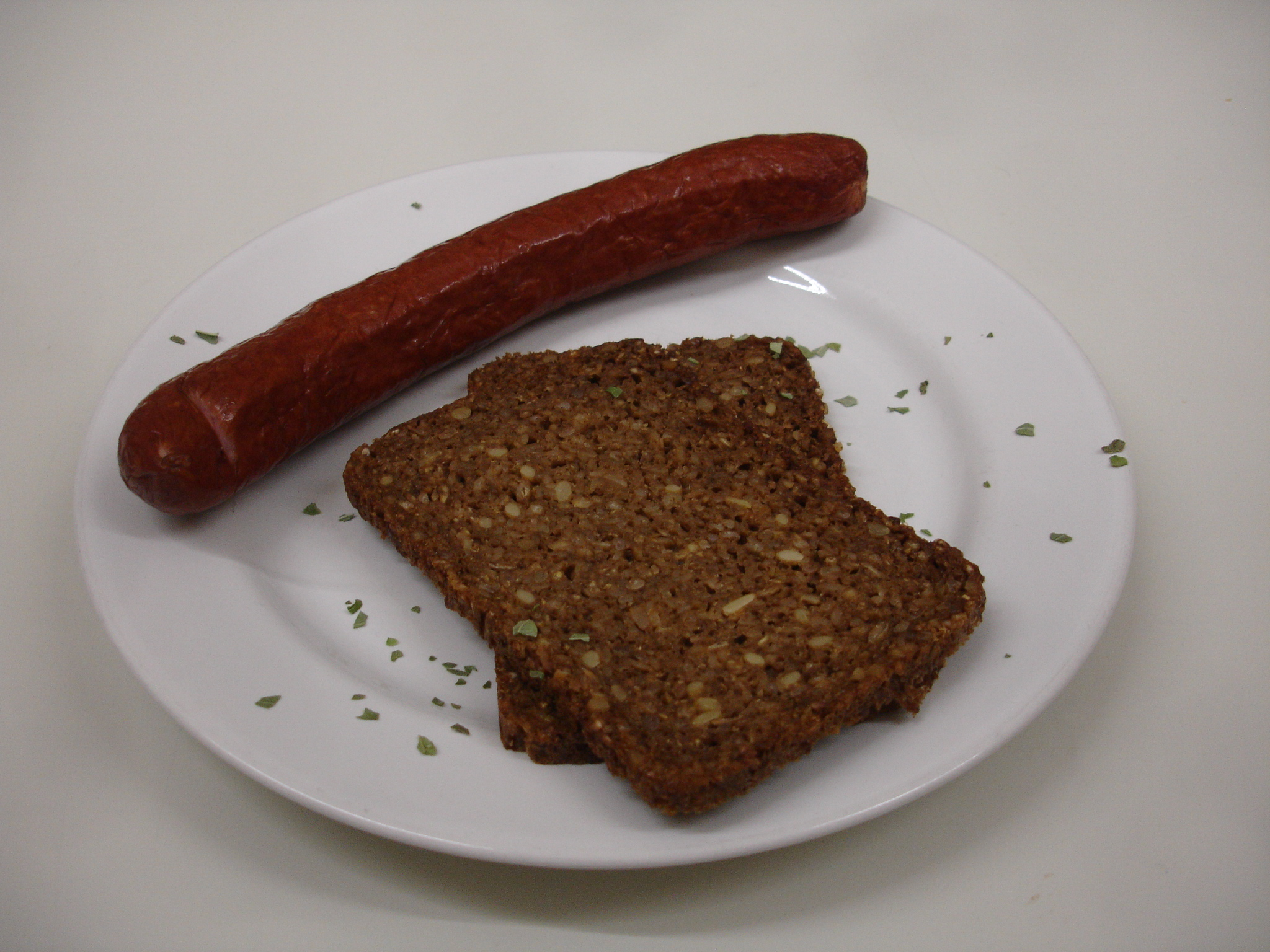
Traditionell wird zu Pfefferwurst Schwarzbrot gereicht.

Pfefferwurst ist eine Hartwurstspezialität aus dem Sauerland. Sie wird meistens aus Rind- und selten aus Schweinefleisch hergestellt. Einige Metzger bieten auch Geflügelpfefferwurst an. Ihren besonderen Geschmack erhalten Pfefferwürste beim Räuchern. Dabei werden u. a. Pfefferkörner zum Schwelen gebracht.
Ein weiterer Bestandteil der Pfefferwurst ist Beifuß und Kümmel. Dadurch erhält sie einen für Würste ungewöhnlich hohen Anteil an pflanzlichen Ölen.